# Championnat de France masculin de handball de Nationale 2 2012-2013
Navigation
N2M 2011-2012 N2M 2013-2014
Le Championnat de France masculin de handball de Nationale 2 2012-2013 est la 28e édition de ce championnat qui constitue 4e échelon du handball français.
La compétition est remportée par l'Agglomération Rouennaise Oissel Handball qui est promu en Nationale 1. Les autres promus et les relégués ne sont pas connus.

## Formule de la compétition
La Nationale 2 regroupe 56 clubs répartis en quatre poules de 14 clubs, selon la situation géographique et les classements obtenus précédemment. Dans chacune des quatre poules, les clubs se rencontrent en matches aller et retour. Au terme de la saison, les deux clubs classés premiers dans chacune des poules se disputent le titre de champion de France de Nationale 2 en matchs aller et retour.
Lors de la saison suivante, les championnats nationaux sont organisés en poules de 12 et non plus de 14. Le nombre de poules augmente également : la N1 passe de deux à trois poules, la N2 de quatre à six. Pour permettre cela, les clubs classés aux trois premières places des chaque poule montent en Nationale 1 et seuls les deux derniers sont relégués en Nationale 3.

## Les clubs de l'édition 2012-2013
Poule 1
1. Lormont Handball Hauts de Garonne
2. Étoile Sportive Bruges Handball
3. ROC Aveyron Handball
4. Fenix Toulouse Handball rés.
5. CMl Floirac-Cenon Handball
6. HBC Nantes rés.
7. CO Savigny-sur-Orge
8. AC Boulogne-Billancourt
9. Territoire Est Charente Handball
10. US Créteil rés.
11. AGJA Bordeaux Caudéran
12. Réveil de Nogent
13. Niort Handball souchéen
14. Irisartarrak Handball

Poule 2
1. Oissel Agglomération Rouennaise HB
2. Saint-Gratien/Sannois HB
3. CPB Rennes
4. CO Vernouillet
5. Stade Valeriquais HB
6. Amiens Picardie Hand
7. Dunkerque HGL rés.
8. Cesson Rennes MHB rés.
9. HBC La Thérouanne
10. Torcy HBMLV
11. AS Voltaire Châtenay-Malabry
12. Saint-Michel SH
13. RC Arras
14. US Lagny

Poule 3
1. Sarrebourg Handball
2. Tremblay-en-France Handball rés.
3. Villefranche Handball Beaujolais
4. Épinal Handball
5. CL Marsannay HB
6. ALC Longvic
7. Folschviller Handball
8. Metz Handball
9. Chaville Handball
10. HBC Franconville
11. Dijon Bourgogne Handball rés.
12. Val de Gray HB
13. Le Chesnay Yvelines Handball
14. AS Saint-Mandé HB

Poule 4
1. Martigues Handball
2. La Seyne VHB
3. US Saint-Égrève
4. Saint-Raphaël VHB rés.
5. Châteauneuf Handball
6. Istres Ouest Provence HB rés.
7. USAM Nîmes Gard rés.
8. AS Lyon Caluire HB
9. Mougins Mouans-Sartoux Mandelieu
10. Vénissieux handball
11. HB Saint-Étienne Andrézieux
12. AL Saint-Genis-Laval
13. Pays d'Aubagne HBA
14. HB Rhône Eyrieux Ardèche

## Résultats
L'Agglomération Rouennaise Oissel Handball est championne de France 2012-2013.